# Methanobrevibacter gottschalkii
A Methanobrevibacter gottschalkii egy metanogén archaea faj.  Gerhard Gottschalkról nevezték el. Az archeák – ősbaktériumok – egysejtű, sejtmag nélküli prokarióta szervezetek.

## Leírása
Lekerekített végű coccobacillus alakú, körülbelül 0,7 mikrométer széles és 0,9 mikrométer hosszú. Párban vagy rövid láncokban fordul elő. Gram-pozitív, a sejtfalát pszeudomurein alkotja. Obligát anaerob élőlény, típustörzse: HOT (=DSM 11977T =OCM 813T). Először lovak és sertések ürülékében izolálták.